# Charles de Tornaco
Charles de Tornaco (n. 7 iunie 1927 - d. 18 septembrie 1953) a fost un pilot belgian de Formula 1 care a evoluat în Campionatul Mondial între anii 1952 și 1953.
1. ↑  Charles de Tornaco, Roglo